# Lijst van burgemeesters van Chaam
Dit is een lijst van burgemeesters van de voormalige Nederlandse gemeente Chaam totdat die op 1 januari 1997 fuseerde met delen van de gemeente Alphen en Riel en de gemeente Nieuw-Ginneken tot de nieuwe gemeente Alphen-Chaam.
| Ambtsperiode | Naam burgemeester            | Partij of stroming | Bijzonderheden |
| ------------ | ---------------------------- | ------------------ | -------------- |
| 1811 - 1816  | H. Wagemans                  |                    |                |
| 1816 - 1847  | Marcellus Anna Bekkers       |                    |                |
| 1848 - 1854  | M.F.H.A. Bekkers             |                    |                |
| 1854 - 1866  | L.A. de Roij                 |                    |                |
| 1866 - 1870  | J.B. van Exel                |                    |                |
| 1871 - 1876  | A. Florus                    |                    |                |
| 1876 - 1881  | C.J.F. van den Enden         |                    |                |
| 1882 - 1906  | A. Bastiaansen               |                    |                |
| 1906 - 1937  | A. Schram (sr)               |                    |                |
| 1937 - 1943  | A.J.M. Schram                |                    |                |
| 1943 - 1945  | J.H. Sassen                  |                    | waarnemend     |
| 1945 - 1967  | A.J.M. Schram                |                    |                |
| 1968 - 1991  | Will (W.M.A.) van Zeeland    | KVP                |                |
| 1991 - 1993  | Paul (P.) Wagtmans           | CDA                | waarnemend     |
| 1993 - 1997  | Anne (A.T.J.) Bax-Broeckaert | VVD                |                |